# Bushido

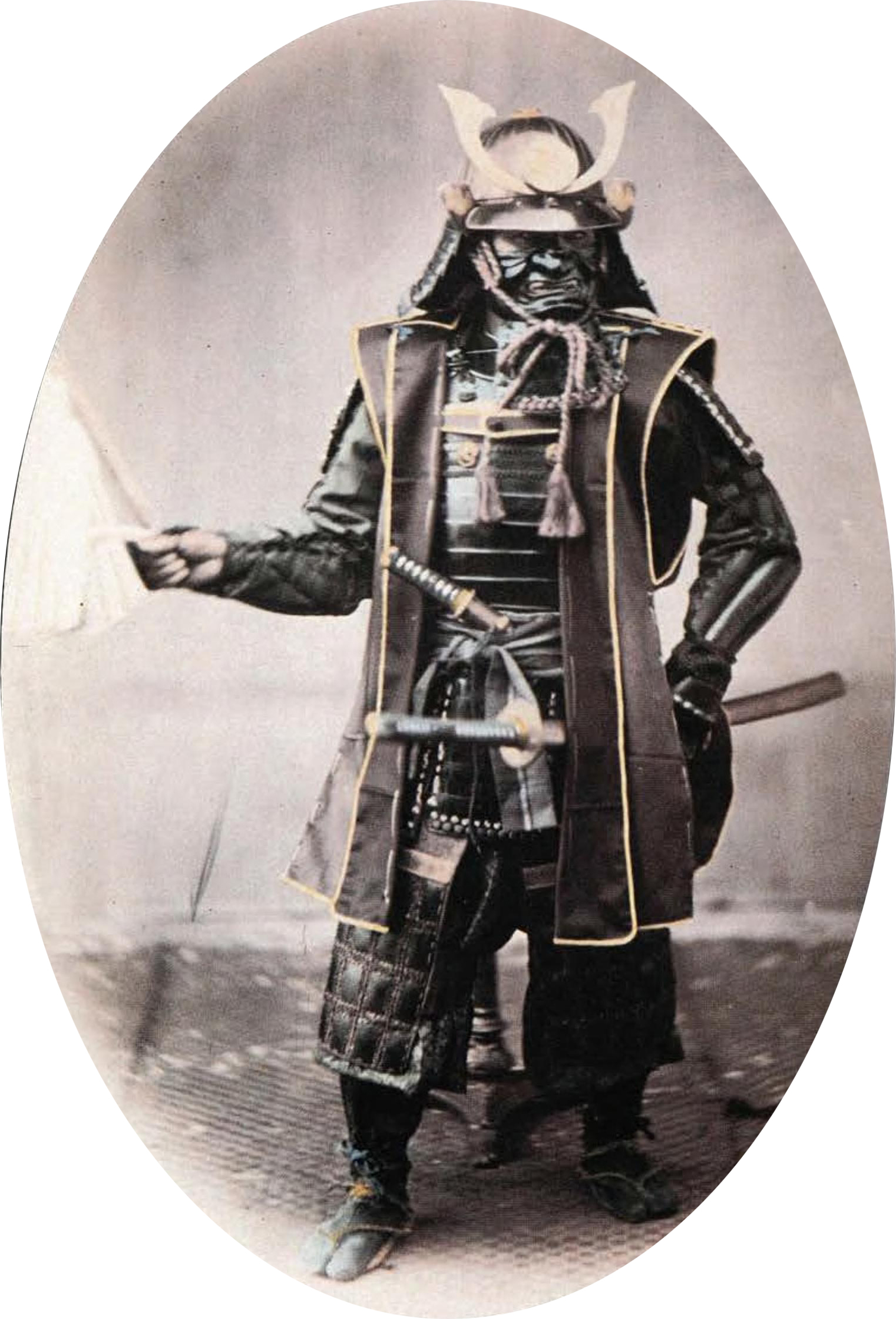
Samoerai in volle wapenuitrusting

Bushido (Japans: 武士道; bushidō, weg van de krijger) was de erecode van de samoerai. Bushido was een strikte code die loyaliteit, trouw en eer tot de dood eiste. Als een samoerai zijn eer niet kon handhaven, kon hij deze terugverdienen door ritueel zelfmoord (seppuku) te plegen. Een van de beroemdste voorbeelden van de bushido-erecode is de geschiedenis van de zevenenveertig ronin.

## Later gebruik
De moderne sport kendo ontleent de basisfilosofie aan de bushido. Bij kendo wordt in tegenstelling tot andere gevechtssporten ontmoedigd om de tegenstander meerdere keren aan te vallen.
Bushido werd tijdens de Tweede Wereldoorlog gebruikt door de Japanse overheid om bij de bevolking, het leger en de kamikazepiloten de waarde van zelfopoffering en loyaliteit te versterken. Het gevolg was dat Japanse soldaten weigerden zich over te geven en liever overgingen tot zelfmoordaanvallen. Gezien de reputatie van de Japanse soldaten, weigerden de Amerikaanse soldaten nog Japanse soldaten gevangen te nemen.